# Морган Йоганссон
Томас Морган Йоганссон (швед. Morgan Johansson) — шведський політик та журналіст, член Соціал-демократичної партії міністр юстиції Швеції (2017–2022), міністр з питань міграції та політики притулку (2014—2017).
Йоганссон раніше був міністром громадської охорони здоров'я та соціальних служб в кабінеті Перссона з 2002 по 2006 роки. У 1998 році став членом Риксдагу від виборчого округу південного району Сконе. Будучи членом опозиції, він був головою Комітету з питань правосуддя Риксдагу з 2010 по 2014 рік.
Йоганссон працював журналістом та редактором соціал-демократичної щоденної газети Arbetet Nyheterna у 1994—1997 роках, а також політичним експертом в кабінеті прем'єр-міністра з 1997 по 1998 рік.
У 2010 році автор Крістер Ісакссон описав Йогансона як члена лівої фракції Соціал-демократичної партії. Він також є членом Шведської гуманітарної асоціації та раніше служив в її правлінні.
У понеділок, 23 березня 2015 р., Йоганссон був атакований іммігрантом у центрі надання допомоги біля лікарні в м. Бробі, муніципалітет Естра-Йоїнге. Іммігрант, 25-річний чоловік, звинуватив Йогансона і обприскував його вогнегасником. Іммігрант був швидко затриманий, і Йоганссон не отримав серйозних пошкоджень.